# Haim Bejerano

Haim Bejerano, ca Șef Rabin al evreilor din Edirne-Adrianopol

Enrique Behor Haim Moshe Bejerano sau Bedjerano (în ebraică:חיים משה בז'רנו, în turcă:Haim Moșe Beceran, n.1846 sau 1850 Stara Zagora, Bulgaria, pe atunci în Imperiul Otoman - 1 august 1931) a fost un rabin sefard originar din Bulgaria, cărturar, poet (paytan) în limbile ebraică și ladino, traducător, și cercetător al limbii ladino, care a activat în România și Turcia. A stat vreme de 32 de ani în fruntea comunității evreilor sefarzi din București, iar după aceea, între  anii 1920-1931,  a fost locțiitor (kaimakam) al șef rabinului Turciei. Rabinul Bejerano a avut concepții sioniste și s-a numărat printre întemeietorii mișcării Hovevey Tzion.

## Biografie

### Anii de copilărie și tinerețe
Haim Moshe Bejerano s-a născut la Stara Zagora (în turcă - Eski Zagra) în Bulgaria, în timpul dominației otomane. El era fiul lui Moshe Bejerano, din familia evreiască sefardă Bahar, al cărui nume provine de la orașul spaniol Bejar din regiunea Salamanca din Castilia. Mama sa, Kalo născută Calderon, era fiica rabinului Itzhak Baruh Calderon din Plevna. În copilărie, Haim a fost trimis să învețe Tora cu bunicul său matern până la vârsta de 12 ani, când s-a întors la casa părintească. În continuare a învățat studii talmudice în mai multe ieșive, între care cea a rabinului cabalist Nissim Alkalai. La vârsta de 17 ani a primit autorizația de rabin.   
La început a fost rabin la Ruse, unde a predat la „meldar” (Talmud Torá), școala primară tradițională, fiind totodată profesor de ebraică la Școala „Alliance” (a Alianței Israelite Universale). Unul din elevii săi în acei ani a devenit cunoscut ca istoricul Solomon Abraham Rosanes..În vremea aceea Bejerano a învățat limbi străine - engleza, franceza și germana. În cursul Războiului ruso-turc din 1877-1878, care s-a desfășurat pe pământul bulgar, orașul Ruse a fost împresurat și apoi cucerit de armata rusă. Familia Bejerano a fost greu lovită de moartea mamei, ucisă de un obuz, în timpul luptelor. Bejerano a decis atunci să se refugieze împreună cu ai săi dincolo de Dunăre, în România vecină.

### Rabin și cărturar în România
În 1878 Bejerano s-a stabilit în capitala României, București, unde a învățat româneste și a activat vreme de 32 de ani ca rabin și predicator al Sinagogii Mari spaniole din oraș. De asemenea a condus școala de băieți a obștii sefarde. În 1896 a ținut cursuri de ebraică la Facultatea de teologie a Universității din București.
Bejerano s-a apropiat de cercurile de maskilim care acționau în România și de ideile reformiste și modernizatoare în legătură cu aspectele exterioare ale cultului iudaic și învățământul evreiesc. A participat la înființarea „Societății istorice” a dr-ului Iuliu Barasch, care se ocupa cu istoria evreilor în Romania. Istoricul român Nicolae Iorga a remarcat că pe baza documentelor descoperite și cercetate de rabinul Bejerano, s-a putut dovedi prezența evreilor turci (sefarzi) în Țara Românească în vremea lui Mihai Viteazul, când aceștia sosiseră ca furnizori ai oștilor otomane. Istoricul Grigore Tocilescu obișnuia să-l invite pe rabin la Universitate pentru a traduce textele ebraice, turcești, persane și arabe de pe morminte. Bejerano a aprobat proiectul de reconstruire a Templului Mare Spaniol Cahal Grande din București, de pe strada Negru Vodă, a cărui nouă clădire a fost inaugurată în anul 1899. După doi ani, în spiritul schimbărilor novatoare, a fost introdusă în această sinagogă o orgă, care a acompaniat rugăciunile, inclusiv sâmbăta și de sărbători.
Bejerano era adesea oaspetele reginei României, Elisabeta care îi aprecia calitățile. Fiind un veritabil poliglot, cunoscător a multe limbi din Europa și din Orientul Apropiat, Bejerano a servit uneori ca translator la Ministerul de Externe și la curtea regală a României. L-a asistat pe generalul român Vasile Herescu-Năsturel la scrierea istoriei Războiului de independență a României, prin traducerea de inscripții și documente din limbile turcă, persană și arabă. 
El a luat parte si la înființarea mișcării presioniste Hovevey Tzion din România și a corespondat cu Theodor Herzl, Max Nordau și Eliezer Ben Yehuda, mai ales în problema reînvierii limbii ebraice, insistând asupra necesității adoptării oficiale a pronunțării sefarde a ebraicii.
Bejerano a publicat articole în gazetele contemporane în limba ebraică -„Hamaghid”, „Hatzofe”, „Hahavatzelet”, de asemenea în ziarele de limba ladino „Telegrafo” și „El Tiempo”. A scris și în gazetele evreiești („Egalitatea”, „Revista israelită”) și românești („Adevărul”, „Albina”) din România 
Istoricul francez Ernest Renan a lăudat traducerea în ebraică făcută de Bejerano cărții „Religia naturală” de Jules Simon 
Bejerano a fost activ și în cadrul societății de difuzare a limbii italiene „Dante Alighieri”.

### Șef Rabin „Locțiitor” al Turciei 1920-1932
După anul 1910 Bejerano s-a stabilit la Edirne, în Tracia sau Turcia europeană, la granița cu Bulgaria și a devenit marele rabin al evreilor din oraș.  A înființat la Edirne o școală evreiască și a depus eforturi pentru a ajuta obștea, care a suferit mult de pe urma Războaielor Balcanice. După ce în anul 1920 Hahambasi al evreilor din Turcia, rabinul Haim Nahum Efendi a părăsit Turcia pentru a se stabili în Egipt, rabinul Bejerano s-a mutat la Istanbul, unde a fost ales ca locțiitor (caimacam) al Șef rabinului Turciei, funcție pe care a îndeplinit-o până la sfârșitul vieții.
Alegerea sa a avut loc într-un moment delicat, în perioada de tranziție între Imperiul Otoman și Republica Turcă modernă.
Fiind el însuși fiu al generației de tranziție din cadrul iudaismului sefard otoman, activitatea sa s-a desfășurat pe multe planuri: pe de o parte în domeniul halahic, și, pe de altă parte, ca simpatizant al sionismului și activist al cauzei naționale și al propagării moștenirii culturale evreiești. El a întreținut și în această perioadă o corespondență activă cu scriitori si intelectuali ca Anatole France, Georges Clemenceau, Moses Gaster, Haim Nahman Bialik.

### Activitatea sa pentru reconcilierea dintre evrei și Spania și pentru cultivarea limbii iudeo-spaniole

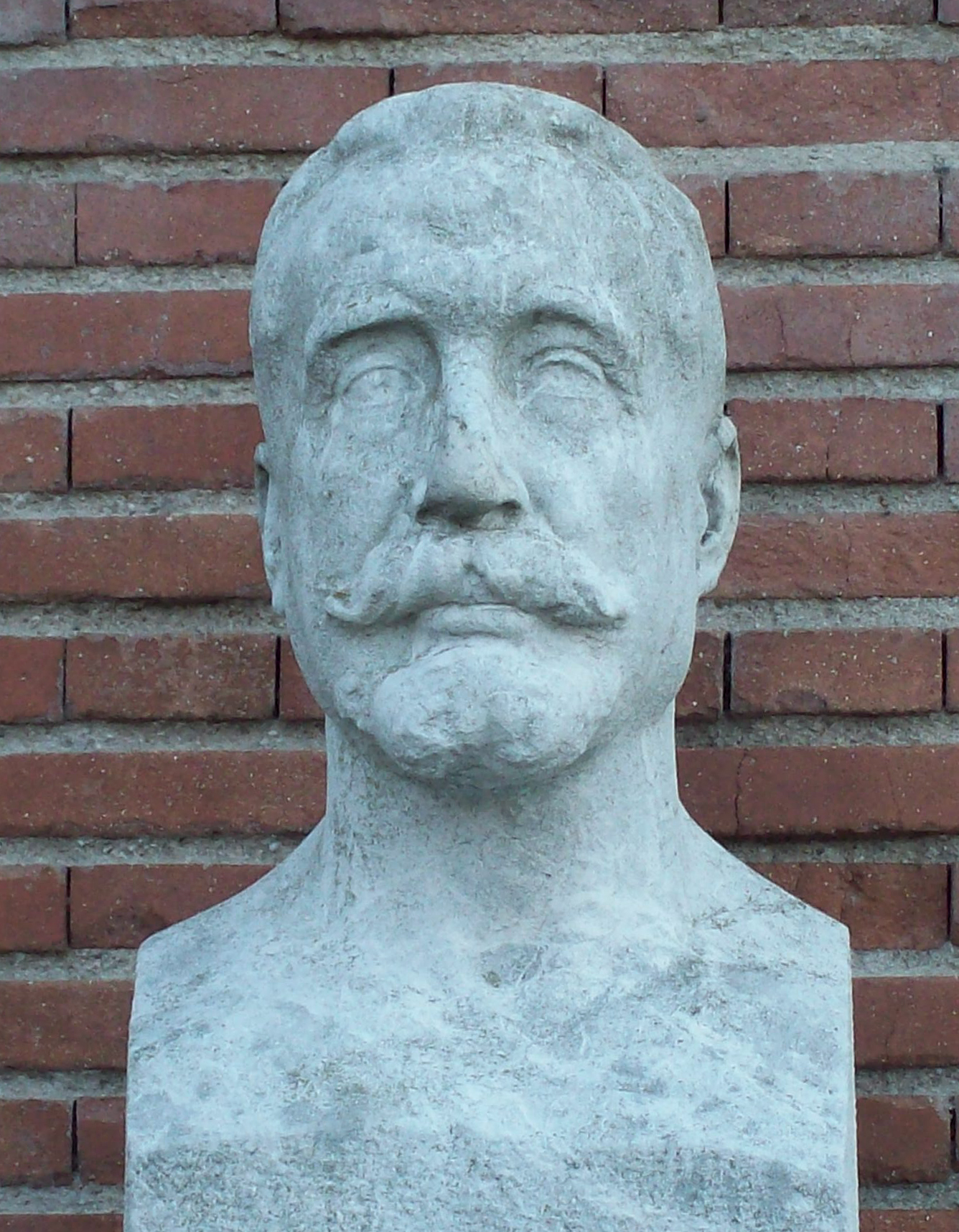
Ángel Pulido Fernández, bust de Miquel Blay, postat în parcul Retiro din Madrid

În timpul unui concediu de agrement, într-o croazieră pe Dunăre, un pasager care urcase la Viena, dr Ángel Pulido Fernández (1852-1932), medic, om de cultură și senator din Spania a fost surprins să-l audă pe rabinul Bejerano vorbind cu soția sa într-o spaniolă veche, care nu era alta decât limba ladino.  Astfel a început cunoștința dintre Bejerano și Pulido care și-a consacrat o bună parte din restul vieții strădaniilor pentru reconcilierea și restabilirea relațiilor dintre Regatul Spaniei și evreii sefarzi risipiți în lume. 
  
Bejerano a redactat și o culegere de 3,600 proverbe și zicale din tezaurul folcloric al evreilor de limba ladino.
Între poeziile pe care le-a compus Bejerano în ladino, unele exprimă dorul de Spania și dragostea pentru limba spaniolă. 
În 1903 Angel Pulido a recitat în fața Senatului spaniol poezia de elogiu pe care Bejerano a închinat-o limbii iudeo-spaniole.
A ti lingua santa
A ti te adoro
Mas ke a toda plata
Mas ke a todo oro

Tu sos la mas linda
De todo linguaje
A ti dan las siensyas
Todo el vantaje

Kon ti nos avlamos
Al Dio de la altura
Patron del universo
I de la natura

Si mi pueblo santo
El fue kaptivado
Kon ti mi kerida
El fue konsolado
Bejerano s-a bucurat de aprecierea lui Haim Nahman Bialik pentru contribuția sa la cunoașterea poeziei evreilor din Spania medievală.
Bejarano a murit la Istanbul în anul 1931. El a fost căsătorit cu Reina născută Assa și perechea a avut trei fii - Marin, Sever și Jacques, și cinci fiice - Boca, Rosa, Rachel, Diamanti și Belina.

## Premii și onoruri
- Cavaler al Coroanei României
- Membru corespondent al Academiei Regale Spaniole din Madrid